# Springville (Wirginia)
Springville – jednostka osadnicza w Stanach Zjednoczonych, w stanie Wirginia, w hrabstwie Tazewell.